# Flaga Antarktydy

Flaga Traktatu Antarktycznego przyjęta w 2002

Antarktyda, jako że nie jest państwem ani nie ma własnego rządu, nie ma swojej oficjalnej flagi. Istnieje jednak kilka propozycji flag dla tego kontynentu. Od 2002 roku często za nieoficjalną flagę Antarktydy uznaje się flagę przyjętą przez traktat antarktyczny.

## Proponowane flagi

### Graham Bartram
Projekt Grahama Bartrama przedstawia białą figurę o kształcie Antarktydy na błękitnym tle, nawiązującym do flagi Organizacji Narodów Zjednoczonych. Błękitne tło ma być symbolem neutralności, co skierowane jest do krajów roszczących sobie pretensje do terytoriów kontynentu. Na chwilę obecną jest to najbardziej popularny projekt flagi, na co może wskazywać m.in. pojawienie się tej flagi jako emotikony na Androidzie i iOS lub najczęstsze występowanie wynikach wyszukiwania w Google dla zapytania "Flaga Antarktydy".

### Whitney Smith
Flaga Whitneya Smitha zawiera biały emblemat, składający się z litery A, opartej na figurze, symbolizującej położenie Antarktydy w południowej części planety, podtrzymywanej na dłoniach, na pomarańczowym tle. Kolor pomarańczowy jest międzynarodowym symbolem akcji ratunkowych (w tym wypadku ratunek przyrody), ma także zwracać uwagę poprzez wyróżnianie się na tle innych flag i kontrastowanie z białym krajobrazem Antarktydy. W emblemacie litera „A” symbolizuje słowo Antarktyda, figura będąca postumentem dla litery ukazuje położenie kontynentu (zgodnie z koncepcją rysowania map z północą na górze), natomiast ręce są symbolem ludzi dobrego serca, ratujących kontynent. Mimo iż flaga jest mniej popularna w świecie kultury masowej, to jednak ta wersja pojawiła się w kilku amerykańskich atlasach.

### Evan Townsend
Propozycja True South (pol. Prawdziwe Południe) została zaprojektowana przez Evana Townsenda w 2018 r.
Flaga ma następujące znaczenie: poziome pasy w kolorze granatowym i białym reprezentują długie dni i noce na szerokości geograficznej Antarktydy. W centrum znajduje się samotny biały szczyt wyłaniający się z pola śniegu i lodu, odzwierciedlający góry i grzbiety ciśnieniowe (ang. pressure ridges), które definiują horyzont Antarktydy. Długi cień, który rzuca, tworzy kształt strzałki kompasu skierowanej na południe, hołd dla dziedzictwa eksploracji kontynentu. Razem, dwa środkowe kształty tworzą diament, symbolizujący nadzieję, że Antarktyda będzie nadal centrum pokoju, odkryć i współpracy dla przyszłych pokoleń. 
Nazwa flagi pochodzi od geograficznego południa zwanego "prawdziwym południem", które różni się od magnetycznego południa.

### Galeria propozycji

Projekt flagi należący do Grahama Bartrama.
Projekt flagi należący do Whitneya Smitha
Projekt flagi "True South" autorstwa Evana Townsenda

## Flagi terytoriów antarktycznych
Obok proponowanych flag dla całego kontynentu istnieje również kilka flag terytoriów, do których prawa rości sobie kilka państw świata.

Flaga Brytyjskiego Terytorium Antarktycznego
Flaga Francuskich Terytoriów Południowych i Antarktycznych
Flaga Ziemi Ognistej
Flaga regionu Magallanes, którego częścią jest Chilijskie Terytorium Antarktyczne